# Patrick Sandoval
Patrick Sandoval (Mission Viejo, California, 18 de octubre de 1996) es un jugador profesional estadounidense-mexicano de béisbol que se desempeña en la posición de lanzador en Boston Red Sox, equipo de las Grandes Ligas de Béisbol (MLB).

## Carrera
Fue seleccionado en la 11.ª ronda en el Draft de la MLB de 2015. En 2019 hizo su debut profesional con el equipo Los Angeles Angels, donde jugó seis temporadas, en 2025 pasó a Boston Red Sox.